# Målselvfjorden
Målselvfjorden est un bras du fjord Malangen dans les municipalités de Lenvik et Målselv dans le comté de Troms en Norvège. Le fjord mesure 16 kilomètres de long et s'étend au sud de la crique entre Sultindvikneset à l'ouest et Målnesodden à l'est, jusqu'à Karlstad au fond du fjord. Le fjord porte le nom de Målselv, en référence à la rivière qui se jette dans la partie la plus profonde du fjord.
Une partie du fjord abrite la réserve naturelle de l'embouchure de Målselva.